# Connie James
Connie James es un personaje ficticio perteneciente a la serie televisiva de espías Spooks. James fue interpretada por la actriz inglesa Gemma Jones del 23 de octubre de 2007 hasta el 8 de diciembre de 2008.

## Biografía
Connie vive en un gran granja en Surrey junto a dos perros labradores. Se unió al MI5 en 1963 y comenzó su carrera como secretaria a los 19 años, después de 45 años en el trabajo es considerada un miembro importante, y se ha convertido en una gran operadora y miembro del servicio de seguridad y conoce todos los secretos que pasan en este; sin embargo el equipo poco conoce a Connie ya que esta guarda un secreto que es revelado más adelante acerca de su verdadera lealtad.

## MI5
Durante el 2.º episodio de la 6.ª temporada Connie apareció por primera vez tomando el lugar de Ruth Evershed, y como una antigua colega de Harry Pearce quien se había retirado del MI5. Durante este tiempo forma a ser una parte instrumental del equipo, ayudadándolos en las funciones técnicas y utilizando sus habilidades para resolveer las situaciones más complicadas.
En el 7.º episodio de la 7.ª temporada; se revela que Connie es una doble agente que trabaja para los rusos, entre sus acciones más notables como una doble agente trata de incriminar a Harry y mata al agente Ben Kaplan, con una cuchilla que tenía escondida en su brasier, cortándole la garganta.
 Connie fue arrestada por Ros Myers cuando la descubrió tratando de escapar.
En el último episodio es secuestrada por los integrantes de la Sección D en un intento para que los ayudara a detener un ataque por parte de los rusos quienes estaban llevando a cabo la operación Tiresias, que consistía en lanzar una bomba nuclear en Londres; en un intento por limpiar sus culpas exige que la bomba se le sea entregada para tratar de desarmarla, mientras hace su esfuerzo para remover los radioisótopos y poder prevenir que la bomba explote, estos fallan y el impacto de la explosión la mata al instante, convirtiéndola en la única víctima.

Antes de morir le reveló al agente Lucas North, que ella fue quién lo traicionó y lo entregó a los rusos en donde pasó los últimos 8 años de su vida hasta que Harry lo liberó.